# 子育てプレイ
『子育てプレイ』（こそだてプレイ）は、毎日放送テレビ（MBSテレビ）で2009年に放送された連続テレビドラマ。
本項では続編となる『子育てプレイ&MORE（こそだてプレイ アンド モア）』についても触れる。

## 概要
『親孝行プレイ』の育児版として制作されるシチュエーション・コメディ。なお『親孝行プレイ』の原案者であるみうらじゅんは、本作には直接関わってはいない。
本作の好評につき、2009年7月8日からは新たなキャストで『子育てプレイ&MORE』が制作・放送された。

## 子育てプレイ
『子育てプレイ』は、2009年4月8日から毎日放送テレビ（MBSテレビ）で毎週水曜日25:25 - 25:55（木曜日未明1:25 - 1:55、JST）に放送された連続テレビドラマ。プレイシリーズの第2弾。池田鉄洋がテレビドラマでは初の演出を手がける。
エンディングタイトルでは視聴者から寄せられた赤ちゃんの写真が使用されている他、各話撮影後に収録した4人のおまけトークが放送される（基本的に進行役は毎回交替だが、第1・2話、第8 - 11話で田口浩正、第6・7話で福士誠治が続けて進行を担当した）。また田中圭はスケジュールの都合で、第8話のみおまけトークは不在。最終話ではゲスト出演した谷村美月もおまけトークに加わり、池田鉄洋が5人に花束を贈呈した。
2009年8月5日にDVD-BOXが発売された。

### あらすじ
小山田はマンションの同居人を男性限定で募集し、山本・轟木・氷室の3人が入居してくるが、職業や生活習慣がバラバラなため、特に会話もないままだった。1ヶ月が過ぎたある日、モンゴルロケから戻ってきた山本の荷物を部屋に運んでいると、荷物の中にカゴに入った赤ちゃん・結太（ユウタ）が紛れていた。そこには結太の母親からの手紙が添えられていたが、誰が父親なのかは特定できない。かくして4人は結太の父親探しをしながら、共同で育てることに。

### 登場人物

#### 主要キャスト
- 山本 岳（やまもと たける） - 田中圭

旅番組『グローバーフィールド』のディレクター。1年前にいなくなった彼女のことが忘れられず、その彼女の存在で父親候補となっていた。料理は苦手。
- 轟木 顕（とどろき けん） - 福士誠治

大学准教授。論理的に物事を解決しようとするが、知らないことがあることをバカにされると怒り狂う。料理が得意な一方、女性と子供が苦手。自身の精子がレズビアンの女性教授によって人工授精業者に売られた疑いがあることから、父親候補となっていた。
- 氷室 輝（ひむろ てる） - 大口兼悟

本名・山田茂（やまだ しげる）。巣鴨のホストクラブ「TOGE★NUKI」でヘルプ専門のホストをしている。職業柄、女性との接点が多いことから父親候補と疑われていた。
- 小山田 貫（おやまだ とおる） - 田口浩正

弁護士。自身の持ち家であるメゾネットマンションの同居人を募集する。現在別居している妻との離婚調停中で、不倫相手の存在が疑われ、父親候補とされたが、実際は41年間女性にもてず、一度も結婚どころか、交際したこともなかった。のちに結子と結婚。
- 山口 結太（やまぐち ゆうた） - 松本日向

小山田のマンション前にカゴに入った状態で置かれていた赤ちゃん。
- ナレーション - 中村正

#### ゲスト
- 篠崎教授 - 渡辺いっけい（第6話）

轟木の大学の先輩で医学部の教授。小山田が参加しているお見合いパーティーの会員でもある。
- 柳田カメラマン - 音尾琢真〔TEAM NACS〕（第7話）

山本の番組のカメラマン。野生動物を撮らせたらピカイチだが、人間を撮るのは苦手。
- 飯星充 - 川平慈英（第8話）

小山田の知り合いで、フランス料理の八つ星シェフ。父親の作った離乳食が料理人を志すきっかけとなった。
- 石垣 - 山西惇（第10話）

轟木が雇ったベビーシッター。
- 山口結子 - 谷村美月（最終話）

結太の母親。高校時代の担任と大恋愛の末に結婚するが、ダメな夫だったので離婚を決意するも、別れるのを拒んでごねたため、小山田に離婚調停を依頼し離婚が成立。調停中に前夫との子供である結太を身ごもっていたが、結婚に反対していた厳格な両親の元に戻るのが嫌だったので、小山田にその事実を打ち明けずにいた。その後、小山田の元に結太の件で相談に訪れたが、山本の荷物を運ぶ宅配業者が行き来していた上、バイトの面接時間に遅れそうになったため、メモを残して小山田のマンションに結太を置き去りにしてしまう。結太と二人で新生活を始めるために働いてお金を貯め、3ヶ月後に結太を迎えにきた。しかし、小山田たちの呼びかけで4人とともにマンションに同居。さらに半年後には小山田と再婚し、二人目の子供（小山田との子供）を妊娠。やたらと声が大きい。

### スタッフ
- 脚本 - 池田鉄洋、大谷洋介
- 演出 - 池田鉄洋、小池伊織
- プロデューサー - 森山敦、登坂琢磨、丸山博雄、船田晃、宮川洋紀
- 監修 - 鈴木みゆき（和洋女子大学教授）
- 制作プロダクション - ゼネラル・エンタテイメント
- 制作協力 - エイベックス&イースト
- 企画協力 - ガンジス
- 企画・製作 - 「育男」推進委員会（キングレコード、毎日放送テレビ、ゼネラル・エンタテイメント）

### テーマソング
- 木村カエラ「HOCUS POCUS」(コロムビアミュージックエンタテインメント)

### 放送日・サブタイトル
| 話数              | 放送日（毎日放送テレビ） | サブタイトル                 | 脚本     | 演出     | おまけトーク進行 |
| ----------------- | ------------------------ | ---------------------------- | -------- | -------- | ---------------- |
| 第1話             | 2009年4月8日             | 新たな同居人                 | 池田鉄洋 | 池田鉄洋 | 田口浩正         |
| 第2話             | 2009年4月15日            | 心当たり!?                   | 池田鉄洋 | 池田鉄洋 | 田口浩正         |
| 第3話             | 2009年4月22日            | 命名会議                     | 大谷洋介 | 小池伊織 | 田中圭           |
| 第4話             | 2009年4月29日            | 子連れ出勤                   | 大谷洋介 | 小池伊織 | 福士誠治         |
| 第5話             | 2009年5月6日             | ユウタ語辞典                 | 大谷洋介 | 小池伊織 | 大口兼悟         |
| 第6話             | 2009年5月13日            | ユウタにお熱                 | 大谷洋介 | 小池伊織 | 福士誠治         |
| 第7話             | 2009年5月20日            | 初めてのユウタ               | 大谷洋介 | 小池伊織 | 福士誠治         |
| 第8話             | 2009年5月27日            | コックとユウタと銀のスプーン | 大谷洋介 | 小池伊織 | 田口浩正         |
| 第9話             | 2009年6月3日             | ユウタのナイトメア           | 池田鉄洋 | 小池伊織 | 田口浩正         |
| 第10話            | 2009年6月10日            | ベランダから愛を込めて       | 池田鉄洋 | 小池伊織 | 田口浩正         |
| 第11話            | 2009年6月17日            | Father's Day                 | 池田鉄洋 | 池田鉄洋 | 田口浩正         |
| 第12話 （最終話） | 2009年6月24日            | さよならユウタ               | 池田鉄洋 | 池田鉄洋 | 田中圭           |

### 放送局
| 放送対象地域   | 放送局                      | 放送期間                       | 放送日時                 | 備考                       |
| -------------- | --------------------------- | ------------------------------ | ------------------------ | -------------------------- |
| 近畿広域圏     | 毎日放送テレビ（MBSテレビ） | 2009年4月8日 - 2009年6月24日   | 水曜 25:25 - 25:55       | 制作局                     |
| 福岡県         | RKB毎日放送（RKB）          | 2009年4月26日 - 2009年7月19日  | 日曜 26:30 - 27:00       |                            |
| 中京広域圏     | CBCテレビ                   | 2009年6月26日 - 2009年10月9日  | 金曜 25:55 - 26:25       |                            |
| 岡山県・香川県 | 山陽放送（RSK）             | 2009年7月8日 - 2009年9月23日   | 水曜 23:59 - 24:29       | 第11・最終話は同日一挙放送 |
| 宮城県         | 東北放送（TBC）             | 2009年10月9日 - 2009年12月25日 | 金曜 26:00 - 26:30       |                            |
| 日本全域       | TBSチャンネル               | 2010年2月6日 - 2010年2月13日   | 土曜 25時00分 - 28時00分 | CSチャンネル 6話連続放送   |
| 神奈川県       | テレビ神奈川（tvk）         | 2012年8月20日 - 2012年11月5日  | 月曜 22:30 - 23:00       |                            |

## 子育てプレイ&MORE
『子育てプレイ&MORE』は、2009年7月8日から2009年9月30日まで、毎日放送テレビ（MBSテレビ）で毎週水曜日25:25 - 25:55（木曜日1:25 - 1:55、JST）に放送されていた連続テレビドラマ。プレイシリーズ第3弾。
関西地区などでドラマの放送が行われた他、東京ではスピンオフのミニドラマが公開収録された（発売されたDVD-BOXに特典映像として収録）。池田鉄洋は引き続き脚本と設定を手がける。また『子育てプレイ』のマンションの部屋のセットが一部の家具を入れ替えてそのまま使用されているが、新たにマンション以外のシーンやストーリーとはまったく関係ないシーンが挿入されているのも特徴。
放送に先駆けて『子育てプレイ&MORE 直前予習版』が7月1日に毎日放送テレビ、7月19日に北海道放送、7月26日にRKB毎日放送で放送された。
DVD-BOX「プレミアムセット」が2009年9月30日（第1話 - 第6話）と10月21日（第7話 - 最終話、未放送新作1話）に発売された。

### あらすじ
アリは豪華マンションで母親と暮らす少女。ある日彼女の母親が再婚し、再婚相手とハネムーンに旅立ってしまった。新しい父親を認めたくないアリは、母親の留守中に本当の父親探しをすることに。母親がつけていた昔の日記や手帳を調べた結果、3人の父親候補が見つかった。そして「豪華マンションを格安でシェアしませんか」という手紙を受け取ったアリの父親候補である楠木・町田・涼宮の3人は、彼女のマンションで一緒に暮らすことに。

### 登場人物

#### 主要キャスト
- 楠木 心（くすのき しん） - 阿部力

27歳→28歳。童話作家を目指すライターだが売れないため、実際はフリーペーパーの占いコーナーや週刊誌のゴシップ記事などを執筆している。その影響もあってか、創作する童話はブラックな内容。可愛い小物やおしゃれなカフェが好き。また熟女好き。アリの父親候補の一人。
- 町田 太一（まちだ たいち） - 戸次重幸〔TEAM NACS〕

36歳→37歳。北海道出身。営業担当のサラリーマン。得意先の受付の女性に必ず一目ぼれしてしまう、恋多きプレイボーイ。ギャンブル好きで、彼女に振られた腹いせでパチンコにハマった結果、家賃を滞納してアパートを追い出されたため、アリのマンションに転がり込んでくる。子供はあまり好きではなく、料理は苦手。アリの父親候補の一人。第1話はアリの夢の中に出てきた王子様、第2話はアリの夢の中に出てきたレーサー役で登場。
- 涼宮 純（すずみや じゅん） - 細田よしひこ

24歳→25歳。射手座生まれ。本名・泉谷 次郎。歌って踊れるアイドルを目指すが、引っ込み思案の性格が災いし、なかなか芽が出ない。過去にインディーズで「青春スイートチリソース」をリリースしている（楽曲は七瀬が作詞・作曲）。ローカル番組のドッキリ企画ではそうだと分かっていても毎回引っかかっている。事務所の意向でやむなく興味のないアイドルをやっているが、本当はピン芸人志望。料理が得意。実家は海のそばにあり、父親はライフセーバーだったが、仕事が多忙で泳ぎ方を教わらなかったため、本人はかなづち。「ライフセーバーの息子なのに泳げない」と言われることが一番嫌。CDデビューのドッキリ企画で制作した楽曲「アイム納豆アイドル」（涼宮純&アリちゃんズ名義）が北村の売り込みのかいもあり、涼宮の出演番組のオープニングテーマに採用された。アリの父親候補の一人だとされたが、実際はアリからの手紙が届いた北村の代わりに、森家に出向いていた。
- 森 アリ（もり アリ） - サイガサクラ

4歳→5歳。射手座生まれ。シングルマザーの瑠衣とマンションに暮らす少女で、ルームシェアする楠木・町田・涼宮の大家。新しい父親とハネムーンに出かけた瑠衣の留守中に本当の父親探しをする。アボカドが嫌い。お受験の為、塾にも通っている。当初は母親に言われるままだったが、楠木・町田・涼宮の姿を見て、将来に不安を感じ、改めてお受験をすることに決めた。最終的に父親を一人に決めることができず、楠木・町田・涼宮・北村を全員父親だと認め、共同生活を続ける事になった。
- 北村 一平（きたむら いっぺい） - 山崎樹範

涼宮のマネージャー。弱小事務所で家賃を出せないため、涼宮にアリのマンションで暮らすことを勧めたが、自身もマンションの部屋が気に入っている。アリからの手紙は涼宮ではなく、本当は自分宛に届いていた。瑠衣との交際期間は短かったが、アリの実の父親。
- 森 洋（もり ひろし） - 温水洋一

47歳→48歳。瑠衣の父親。アリの執事のふりをしているが、実はアリの祖父で父親探しを手伝っている。執事姿の時はアリが選んだかつらを付けている。大塚と敵対する暴走族の元ヘッドで、ハーレーを乗り回す。オープニングタイトルのナレーションも担当。

#### その他
- 澁谷先生 - 青木崇高（第5・6・11・最終話）

きらり保育園の保育士。大阪出身のチーマー。四谷とはたびたび衝突している。女性的な文字を使っているため、連絡帳の文字を見た町田と北村は当初女性の保育士だと勘違いしていた。
- 四谷先生 - 松尾諭（第5・6・11・最終話）

きらり保育園の保育士。横須賀出身の元ヤン。
- 目黒 - 大堀こういち（第2・4・9話）

いつも近くの公園にいるサラリーマン。
- 七瀬ヒカル - 徳山秀典（第2・4・7・8・9・最終話）

涼宮と同じ事務所の売れっ子俳優。典型的なナルシストで自分を「七瀬」、涼宮のことは「スズミー」と呼んでいる。ドラマの役作りで3つ星シェフの元で2年間修行したため、料理は5つ星の腕前。
- 大山田さん - 森崎博之〔TEAM NACS〕（第3・8・9・最終話）

涼宮が出演するローカル番組のスタジオにいる勤続20年のベテラン守衛。普段はニコニコしているが、一度しゃべり出すと止まらない上、いつも番組の収録中に話しかけられるので、北村は苦手に思っている。
- 兄 - いけだしん（第1・3・8・10・最終話）
- 弟 - 村上航（第1・3・8・10・最終話）

公園でゲーム談義をする外国人のオタク兄弟。ストーリーとはまったく関係ないシーンで登場。ただし第8話では、涼宮のバックダンサーを務めた。
- 魔王 - 松重豊（第10・11話）

家出したアリと行動を共にしていた男性。第11話で、きらり保育園の園長先生・大塚武だと分かる。かつては森と対立していた暴走族の総長。
- 森 瑠衣 - 片瀬那奈（最終話）

アリの母親で小説家。楠木・町田・北村を含め、これまでに交際してきた男性をモデルにした小説を執筆するが、書き上げた途端、相手への興味が薄れて別れることを繰り返してきた。そのため、楠木たちへの愛情は既になかったが、彼らと共に暮らしてきたアリの意思を尊重し、父親選びを彼女に託した。再婚相手とはハネムーン後に別れている。

### スタッフ
- 設定 - 池田鉄洋
- 脚本 - 池田鉄洋、大谷洋介
- 演出 - 小池伊織
- 制作プロダクション - ゼネラル・エンタテイメント
- 制作協力 - エイベックス&イースト
- 企画協力 - ガンジス
- 企画・製作 - 「育男」実践委員会（キングレコード、毎日放送テレビ、ゼネラル・エンタテイメント）

### テーマソング
- Crystal Kay「こんなに近くで…」(エピックレコードジャパン)
  - 本曲は過去にアニメ『のだめカンタービレ』のエンディングテーマとして使用されており、過去に関係ない映像作品の主題歌として起用された曲がそのまま再度主題歌となる異例なケースとなっている。

### 放送日・サブタイトル
| 話数              | 放送日（毎日放送テレビ） | サブタイトル         | 脚本     | 演出     | おまけトーク進行 | 視聴者からのお便り             |
| ----------------- | ------------------------ | -------------------- | -------- | -------- | ---------------- | ------------------------------ |
| 第1話             | 2009年7月8日             | 大家は女の子         | 池田鉄洋 | 小池伊織 | 山崎樹範         | 池田鉄洋（東京都／池田鉄洋）   |
| 第2話             | 2009年7月15日            | 大家はキビシー       | 大谷洋介 | 小池伊織 | 山崎樹範         | 温水洋一（東京都／ぬっくん）   |
| 第3話             | 2009年7月22日            | 夢の王子様           | 池田鉄洋 | 小池伊織 | 山崎樹範         | 森崎博之（北海道／リーダー）   |
| 第4話             | 2009年7月29日            | お父さん弁当         | 大谷洋介 | 小池伊織 | 山崎樹範         | 投稿者紹介部カットの為、不明   |
| 第5話             | 2009年8月5日             | アリ、ごめんなさい   | 大谷洋介 | 小池伊織 | 山崎樹範         | 大阪府／F・J                   |
| 第6話             | 2009年8月12日            | お勉強は1・2の3      | 大谷洋介 | 小池伊織 | 山崎樹範         | DVD発売告知                    |
| 第7話             | 2009年8月26日            | 思い出大作戦         | 大谷洋介 | 小池伊織 | 戸次重幸         | TEAM NACS SOLO PROJECT舞台告知 |
| 第8話             | 2009年9月2日             | アリのドッキリ大作戦 | 大谷洋介 | 小池伊織 | 阿部力           | 「BEST of CRYSTAL KAY」告知    |
| 第9話             | 2009年9月9日             | アリに胸キュン       | 大谷洋介 | 小池伊織 | 山崎樹範         | ---                            |
| 第10話            | 2009年9月16日            | とおくにいきます     | 池田鉄洋 | 小池伊織 | 山崎樹範         | 兵庫県／あみさん               |
| 第11話            | 2009年9月23日            | 魔王現る!!           | 池田鉄洋 | 小池伊織 | 山崎樹範         | ---                            |
| 第12話 （最終話） | 2009年9月30日            | 最終面接             | 池田鉄洋 | 小池伊織 | 山崎樹範         | ---                            |

※毎日放送テレビ・北海道放送・RKB毎日放送では世界陸上ベルリン大会中継期間中の放送を休止。

### 放送局
| 放送対象地域 | 放送局                      | 放送期間                       | 放送日時                 | 備考                     |
| ------------ | --------------------------- | ------------------------------ | ------------------------ | ------------------------ |
| 近畿広域圏   | 毎日放送テレビ（MBSテレビ） | 2009年7月8日 - 2009年9月30日   | 水曜 25:25 - 25:55       | 制作局                   |
| 北海道       | 北海道放送（HBC）           | 2009年8月2日 - 2009年11月1日   | 日曜 25:55 - 26:25       |                          |
| 福岡県       | RKB毎日放送（RKB）          | 2009年8月2日 - 2009年11月8日   | 日曜 26:30 - 27:00       |                          |
| 中京広域圏   | CBCテレビ                   | 2009年10月16日 - 2010年1月15日 | 金曜 26:00 - 26:30       |                          |
| 日本全域     | TBSチャンネル               | 2010年4月17日 - 2010年5月22日  | 土曜 27時00分 - 28時00分 | CSチャンネル 2話連続放送 |
| 神奈川県     | テレビ神奈川（tvk）         | 2012年11月12日 -               | 月曜 22:30 - 23:00       |                          |